# Der Ninja-Meister
Der Ninja-Meister ist eine kurzlebige US-amerikanische Fernsehserie von Michael Sloan aus dem Jahr 1984 mit Lee Van Cleef in der Hauptrolle.

## Rahmenhandlung
John Peter McAllister ist der einzige Nichtjapaner, der es in den Rang eines Ninja-Meisters geschafft hat. Er brach jedoch mit seinem Clan und musste fliehen. Nun durchstreift er mit seinem neuen Schüler Max Keller die Vereinigten Staaten auf der Suche nach seiner Tochter und hilft unschuldig in Not geratenen Menschen. Dabei muss er sich von Zeit zu Zeit dem im Auftrag seines ehemaligen Clans agierenden Attentäter erwehren, seinem ehemaligen Schüler Okasa.

## Ausstrahlung
In den USA wurde die Serie bei NBC ausgestrahlt. Die Serie war beim US-Publikum wenig erfolgreich, weshalb sie bereits nach 13 Episoden abgesetzt wurde.
In Deutschland wurde Der Ninja-Meister ab 6. Januar 1992 montags um 20:15 Uhr auf ProSieben erstausgestrahlt.

## Gastauftritte
Episode Der neue Schüler
- Demi Moore: Holly Trumball
- Claude Akins: Mr. Trumball
- Clu Gulager: Mr. Christensen
- Bill McKinney: Sheriff Kyle

Episode Alles Gute kommt von oben
- David McCallum: Castile
- George Lazenby: Mallory
- Monte Markham: CIA Head

Episode Das Tal der Dürre
- Diana Muldaur: Maggie Sinclair
- Stuart Whitman: Mr. J. Hellman

Episode Die falsche Tochter
- Janine Turner: Gina/Teri

Episode Deckname Habicht
- Jack Kelly: Brian Elkwood

Episode Der Java-Tiger
- Kabir Bedi: Kruger

Episode Die blinde Augenzeugin
- Doug McClure: Patrick Keller
- Marc Alaimo: Straker
- Mark Goddard: Paul Stillwell
- Rebecca Holden: Laura Crane
- Edd Byrnes: Lt. Ryan

## Episodenliste
| Nr. | Deutscher Titel              | Originaltitel                       | Erstausstrahlung Vereinigte Staaten | Deutschsprachige Erstausstrahlung (D) | Regie          |
| --- | ---------------------------- | ----------------------------------- | ----------------------------------- | ------------------------------------- | -------------- |
| 1   | Der neue Schüler             | Max                                 | 20. Jan. 1984                       | 6. Jan. 1992                          | Robert Clouse  |
| 2   | Heißer Tanz in San Francisco | Out-of-Time Step                    | 27. Jan. 1984                       | 2. März 1992                          | Ray Austin     |
| 3   | Das Mädchen mit dem Motorrad | State of the Union                  | 3. Feb. 1984                        | 20. Jan. 1992                         | Michael Sloan  |
| 4   | Alles Gute kommt von oben    | Hostages                            | 10. Feb. 1984                       | 27. Jan. 1992                         | Michael Sloan  |
| 5   | Hoher Einsatz in Las Vegas   | High Rollers                        | 2. März 1984                        | 9. März 1992                          | Peter Crane    |
| 6   | Karneval in New Orleans      | Fat Tuesday                         | 9. März 1984                        | 3. März 1992                          | Sidney Hayers  |
| 7   | Das Tal der Dürre            | Juggernaut                          | 16. März 1984                       | 10. Feb. 1992                         | Gordon Hessler |
| 8   | Die falsche Tochter          | The Good, the Bad and the Priceless | 23. März 1984                       | 17. Feb. 1992                         | Michael Caffey |
| 9   | Deckname Habicht             | Kunoichi                            | 6. Apr. 1984                        | 16. März 1992                         | Gordon Hessler |
| 10  | Der Java-Tiger               | The Java Tiger                      | 13. Apr. 1984                       | 24. Feb. 1992                         | Bruce Kessler  |
| 11  | Die blinde Augenzeugin       | Failure to Communicate              | 4. Mai 1984                         | 13. Jan. 1992                         | Gordon Hessler |
| 12  | Gangster in Blau             | Rogues                              | 10. Aug. 1984                       | 23. März 1992                         | Gordon Hessler |
| 13  | Kim und die Waisenkinder     | A Place to Call Home                | 31. Aug. 1984                       | 30. März 1992                         | Gordon Hessler |